# Tân Định, Bến Cát
Tân Định là một phường thuộc thành phố Bến Cát, tỉnh Bình Dương, Việt Nam.

## Địa lý
Phường Tân Định nằm ở phía nam thành phố Bến Cát, có vị trí địa lý:
- Phía đông giáp phường Hòa Lợi
- Phía tây giáp xã Phú An
- Phía nam giáp thành phố Thủ Dầu Một
- Phía bắc giáp phường Thới Hòa.

Phường Tân Định có diện tích 16,54 km², dân số năm 2021 là 38.197 người, mật độ dân số đạt 2.310 người/km².

## Hành chính
Phường Tân Định được chia thành 4 khu phố: 1, 2, 3, 4.

## Lịch sử
Thời Pháp thuộc làng Tân Định thuộc về tổng Bình Phú, Quận Châu Thành, tỉnh Thủ Dầu Một.
Năm 1956, Chính quyền Việt Nam Cộng Hoà chia tỉnh Thủ Dầu Một ra thành 3 tỉnh Bình Long, Phước Long và Bình Dương. Tỉnh Bình Dương được chia thành 5 quận, bao gồm: Châu Thành, Lái Thiêu, Bến Cát, Phú Hoà và Trị Tâm (Dầu Tiếng). Theo đó, làng Tân Định chuyển thành xã trực thuộc quận Bến Cát, có vài ấp thuộc xã Tân Định được kể tên như: Cầu Định, Chùa 1, Chùa 2, Bến Lớn, Đất Đỏ, Bưng Đỉa,...
Sau năm 1975, địa bàn phường Tân Định hiện nay là một phần xã Hòa Định thuộc huyện Bến Cát, tỉnh Sông Bé.
Ngày 25 tháng 4 năm 1979, Hội đồng Chính phủ ban hành Quyết định số 180-CP. Theo đó, chia xã Hòa Định thành hai xã Thới Hòa và Tân Định.
Ngày 29 tháng 12 năm 2013, Chính phủ ban hành Nghị quyết số 136/NQ-CP về việc thành lập hai thị xã Bến Cát và Tân Uyên thuộc tỉnh Bình Dương. Theo đó, thành lập phường Tân Định thuộc thị xã Bến Cát trên cơ sở toàn bộ diện tích và dân số của xã Tân Định.
Sau khi thành lập, phường Tân Định có 1.662,13 ha diện tích tự nhiên, dân số là 26.354 người.
Ngày 19 tháng 3 năm 2024, Ủy ban Thường vụ Quốc hội ban hành Nghị quyết số 1012/NQ-UBTVQH15 (nghị quyết có hiệu lực từ ngày 1 tháng 5 năm 2024) về việc thành lập thành phố Bến Cát thuộc tỉnh Bình Dương. Theo đó, phường Tân Định thuộc thành phố Bến Cát.

## Giao thông
Phường Tân Định có Quốc lộ 13 và 
đường Mỹ Phước – Tân Vạn chạy qua theo hướng Bắc - Nam.